# Allepipona splendida
Allepipona splendida är en stekelart som beskrevs av Gusenleitner 1997. Allepipona splendida ingår i släktet Allepipona och familjen Eumenidae. Inga underarter finns listade i Catalogue of Life.